# Капулет ет Жинак
Капулет ет Жинак (фр. Capoulet-et-Junac) насеље је и општина у јужној Француској у региону Миди Пирене, у департману Арјеж која припада префектури Фоа.
По подацима из 2011. године у општини је живело 183 становника, а густина насељености је износила 65,83 становника/km². Општина се простире на површини од 2,78 km². Налази се на средњој надморској висини од 590 метара (максималној 933 m, а минималној 559 m).

## Демографија
| 1962. | 1968. | 1975. | 1982. | 1990. | 1999. | 2011. |
| ----- | ----- | ----- | ----- | ----- | ----- | ----- |
| 160   | 189   | 173   | 158   | 194   | 194   | 183   |

График промене броја становника у току последњих година